# Локр
Локр (грец. Λοκρός) — син Мери від Зевса, епонім локрів.
Локр — син Фіскія та онук Амфіктіона, або син самого Амфіктіона;
Локр — чоловік Протогенеї, від якого остання не мала дітей.